# Grietine Molenbuur

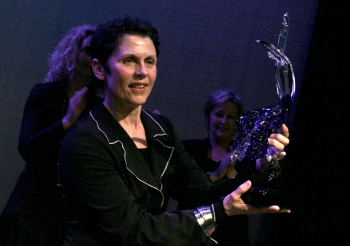
Grietine Molenbuur 2006

Grietine Molenbuur (Oostrum, 19 februari 1949) is een Nederlands turnster, danseres, choreografe, oprichtster en artistiek leider van Dansgroep Duende, de JDOF (Jeugd Dans Opleiding Fryslân) en de eerste mbo-dans in Nederland. Na een carrière in topturnen en ritmische gymnastiek richtte ze zich op de moderne dans.

## Biografie
Molenbuur werd in 1965 Nederlands turnkampioen voor meisjes tot 15 jaar en van 1970-1974 Nederlands kampioen Moderne Ritmische Gymnastiek. Ze vertegenwoordigde Nederland op de Wereldkampioenschappen in Varna (1969) en Rotterdam (1973).
Na diverse opleidingen op het gebied van dans in binnen- en buitenland richtte Molenbuur in 1984 "Dansgroep Duende" op. In haar choreografieën streefde ze er naar samen te werken met mensen uit andere theater- en kunstdisciplines. In de meer dan 40 balletten die Molenbuur voor haar rekening nam, hield ze rekening met de specifieke kwaliteiten van haar dansers. Zij specialiseerde zich vooral op choreografieën op locatie. "Dansgroep Duende" gaf tot 2005 voorstellingen in theaters en op locatie in heel Europa.
In 2002 nam Molenbuur het initiatief tot het oprichten van de Jeugddansopleiding Fryslân. Eerder startte zij de eerste mbo-opleiding Dans in Nederland. 
In 1995 maakte Omrop Fryslân een documentaire Duende danst op water en in 2017 een 30 minuten durende documentaire over de voorstelling Grenzeloos.

## Choreografieën
- Identiteit (1981)
- China (1981)
- Nieuwsgierig (1981)
- Schaduw (1982)
- Leugens (1982)
- Doos van Pandora (1982)
- Tweezaam (1983)
- Facades (1983)
- Dieppe (1984)
- 3 Zusters (1984)
- Frogs of Galama (1984)
- Blues for Mamma (1984)
- Lamps (1984)
- Sanguine (1986)
- Walking and Falling (1986)
- Tonal (1986)
- Sân (1986)

- Duet voor 2 (1987)
- Schijn (1987)
- Staketsels (1988)
- Valiezenkoers (1988)
- Macoy (1991)
- Een ballonnetje oplaten (1992)
- Oerstaech (1993)
- Stof tot nadenken (1993)
- Eintritt Frei (1993)
- Tafelronde (1994)
- Bedtime stories (1994)
- Perpetual Motion (1994)
- Voorbijgangers (1995)
- Hotelkamer (1999)
- Liefde kent geen grenzen (1999)
- Lavanderas (1999)
- Pestkoppen (2001)
- La vie en Bas (2001)

- Janet (2001), Layenda (2003)
- Artic Funk (2003)
- Transparant (2004)
- Fall (2004)
- Asturias (2007)
- Kartoffelchen (2008)
- Feest (2008)
- Water naar de zee (2009)
- Nooit vergeten (2012)
- Fier Voute Frouwen (2014)
- Lifeline (2014)
- Opgesloten (2014)
- Augustus (2015)
- Whispering Wallpapers (2016)
- Rustende slaapwandelaarster (2016)
- Under the roof of blue Ionian weather (2016)
- Grenzeloos (2017)

## Locatieprojecten
- Frieslands Boezem - Woudagemaal (1985)
- Bal na - Lucent Danstheater (1991)
- Kokobo Kokoto - (1991)
- Tussen blauw en grijs - Aegontuin (1994)
- Duende danst op water - Friese meren (1995)
- Keatsdream - 100 jaar KNKB (1997)
- Simmer 2000 - Zaailand (2000)
- Gebroken Wit i.s.m. Thom Stuart - Wieuwens (2000)
- Het ontstaan van aarde, water, wind en vuur - grachten Dokkum (2002)
- Friesland Vaart - grachten Leeuwarden (2005)
- Hoepsa Fibele Krakeling - Oostrum (2006)
- Sware Grond - Bildt (2008)
- Reis door de tijd, Grote Kerk Leeuwarden (2014)
- Oera Linda, Suwâld (2019)

## Straatacts
Party-service (1990)
- The Announcer (1991)
- 'n Moetje (1992)
- Tegendraads (2000)
- Silhouetten (2004)
- Augustus (2015)

## Onderscheidingen
In 1996 werd de Friese Anjer van de Provincie Friesland uitgereikt aan Dansgroep Duende en haar artistiek leider Molenbuur.
In 2004 werd zij benoemd tot ridder in de Orde van Oranje Nassau voor haar grote betekenis in de Friese danswereld en daarbuiten. In 2006 ontving Molenbuur de oeuvreprijs van het Landelijke centrum voor Amateurdans voor haar langdurige, niet aflatende inzet voor de ontwikkeling van amateur-theaterdans in Nederland. "Zij investeert in talentvolle dansers en haalt in een ieder het beste naar boven. Door inventieve locatieprojecten maakt zij de amateur-dans zichtbaar voor een breed publiek.” In 2012 kreeg zij de "Gratama" uitgereikt, een cultuurprijs voor een persoon die zich buitengewoon verdienstelijk maakt op cultureel-maatschappelijk gebied in of voor Friesland.